# 上海市臨時參議會
上海市臨時參議會是中華民國上海市曾經設立的一個地方立法機關，于1932年10月17日在枫林桥外交大楼成立。根據《上海市临时参议会组织条例》，临时市参议会设参议员十五人至十九人，由上海市政府挑選，任期至上海市参议会成立之日，為無給職。10月29日，上海市臨時參議會召开第一次会议，史量才当选上海市臨時參議會議長。12月1日，上海市臨時參議會成立秘书处，办公处設立於胶州路八十七号。1934年11月13日，史量才在浙江海宁县被刺身亡。史量才在任內主持參議會会议18次。1935年2月12日，参议员王晓籁继任议长，王晓籁在任內主持会议10次，其中临时会议2次。1937年2月1日，上海市临时参议会办公处搬遷至爱多亚路一四五四号浦东大厦五楼。同年8月，淞沪會戰爆发，临时参议会暂时停止工作。
1945年第二次中日戰爭胜利后上海市臨時參議會於1946年3月28日在南昌路一一〇号恢復。恢復後的臨時參議會参议员增加至50人，候补参议员25人。任期一年，依舊为无给职，但开会时會給予旅费，並在休会期间设置7名參議員組成的市临时参议会驻会委员会。同年8月13日被上海市参议会取代。